# Солуянов, Андрей Владимирович
Андрей Владимирович Солуянов (11 августа 1959, Глазов, Удмуртская АССР — 18 марта 2022) — российский политический деятель. Депутат Государственной Думы второго созыва (1995—1999).

## Биография
Учился в Глазовском педагогическом институте (не окончил, был призван во время учёбы в армию), окончил Ижевское музыкальное училище в 1981 г. 1984—1991 — художественный руководитель инструментального ансамбля Удмуртской государственной филармонии.
В марте 1995 г. был избран депутатом Государственного Совета Удмуртской Республики, был членом Комиссии по экономической политике и бюджету.
В 1998 г. стал кандидатом в мэры Ижевска. На выборах занял 3 место с результатом 14,2 %
В 2000 г. баллотировался на первых выборах Президента Удмуртской республики, на которых с результатом 12,2 % занял 4 место.

### Депутат госдумы
В декабре 1995 г. был избран депутатом Государственной Думы Федерального Собрания РФ второго созыва (1995—1999), являлся заместителем председателя депутатской группы «Российские регионы», членом Комитета по бюджету, налогам, банкам и финансам, членом контрольно-бюджетной комиссии Межпарламентской Ассамблеи государств — участников СНГ.
Выступил автором ряда законопроектов, включая "О налогообложении шоу-бизнеса", который вызвал общественную дискуссию и впоследствии был снят.

### Смерть
Умер 18 марта 2022 года.